# Edwards syndrom
Edwards syndrom, även kallat trisomi 18, är en kromosomrubbning. Liksom vid Downs syndrom är det fråga om en trisomi, personer med Edwards syndrom har en extra kromosom 18. Detta är en av de få trisomier som över huvud taget är förenlig med liv, 95% av drabbade foster blir dödfödda. Sett till levande födda drabbar syndromet oftare flickor än pojkar och i Sverige rör det sig om en födsel per 6 000–7 000 födda barn. Denna trisomi medför många missbildningar, både på inre och yttre organ. Svår utvecklingsstörning brukar råda och 80 % av de drabbade dör inom ett år efter födseln. Endast ett fåtal lever mer än ett par år och ytterst få lyckas lära sig tala. Det är de svåra missbildningarna i kroppen och därmed dess funktioner som ligger bakom de höga dödstalen. En stor majoritet har till exempel hjärtfel.